# Lac-des-Rouges-Truites

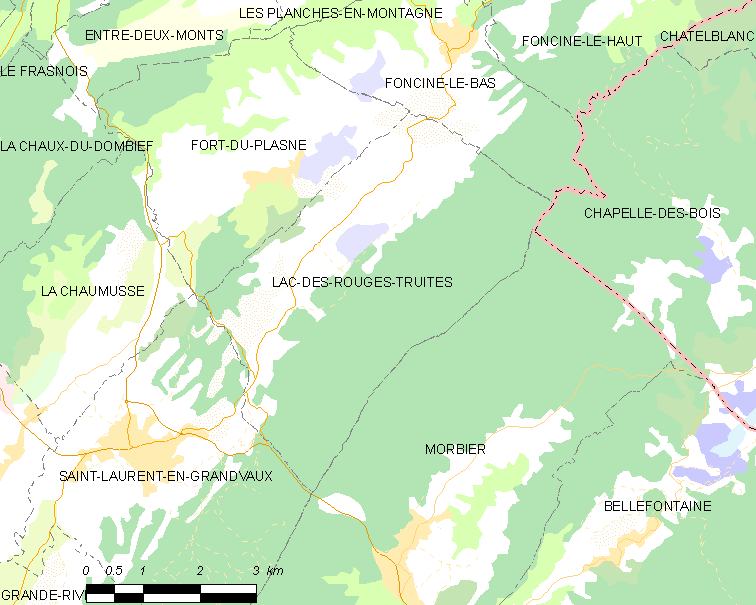

Lac-des-Rouges-Truites ist eine französische Gemeinde im Département Jura in der Region Bourgogne-Franche-Comté.

## Geographie
Lac-des-Rouges-Truites liegt auf 940 m, etwa 17 Kilometer südsüdöstlich der Stadt Champagnole (Luftlinie). Die Streusiedlungsgemeinde erstreckt sich im Jura, im Nordosten des ausgedehnten Hochplateaus von Grandvaux, östlich der Lemme, am Nordwestfuß der Waldhöhen der Forêt du Mont Noir.
Die Fläche des 19,69 km² großen Gemeindegebiets umfasst einen Abschnitt des französischen Juras. Der nordwestliche Teil des Gebietes wird von der Hochfläche von Grandvaux (durchschnittlich auf 920 m) eingenommen. Sie zeigt nur geringe Reliefunterschiede und ist hauptsächlich von Wies- und Weideland bestanden. Große Teile des Gebietes besitzen keine oberirdischen Fließgewässer, weil das Niederschlagswasser im porösen kalkhaltigen Untergrund versickert. In einigen Mulden konnten sich Moorflächen entwickeln, und östlich des Dorfes befindet sich der namengebende, rund 2 ha große Lac des Rouges Truites in einer von Tonschichten abgedichteten Moorsenke. Er wird nach Nordosten zur Saine entwässert. Die nordwestliche Grenze verläuft auf der Geländerippe des Bois du Ban (bis 960 m). Nach Südwesten reicht das Gemeindeareal in die rund 60 m tiefer gelegene Talniederung der Lemme. Dieser Fluss bildet die westliche Abgrenzung.
Im Südosten erstreckt sich der Gemeindeboden über eine rund 150 m hohe Geländestufe auf die dicht bewaldete Hochfläche der Forêt du Mont Noir. Dieses unwegsame Gebiet ist geprägt durch parallel verlaufende Geländerippen und dazwischen liegende, oberirdisch abflusslose Mulden. Mit 1181 m wird hier die höchste Erhebung von Lac-des-Rouges-Truites erreicht. Charakteristisch für die Hochfläche sind die Karsterscheinungen, wie beispielsweise Karrenfelder und Dolinen. Das Gemeindegebiet ist Teil des Regionalen Naturparks Haut-Jura (frz.: Parc naturel régional du Haut-Jura).
Die Streusiedlung Lac-des-Rouges-Truites besteht aus mehreren Weilern, Hofgruppen und Einzelhöfen, darunter:
- Les Martins (890 m) auf einer Anhöhe östlich der Lemme
- Sous la Côte (915 m) auf der Hochfläche am Fuß des Mont Noir
- Les Thévenins (942 m), Kirchort, auf der Anhöhe westlich des Lac des Rouges Truites
- Le Voisinal (932 m) auf einer Anhöhe nördlich des Lac des Rouges Truites
- Le Maréchet (912 m) in der Talniederung des Abflusses des Lac des Rouges Truites, am Fuß des Mont Noir

Nachbargemeinden von Lac-des-Rouges-Truites sind Fort-du-Plasne und Foncine-le-Bas im Norden, Chapelle-des-Bois im Osten, Morbier im Süden sowie Saint-Laurent-en-Grandvaux im Westen.

## Geschichte
Die Ortschaft wurde im 14. Jahrhundert gegründet.

## Sehenswürdigkeiten

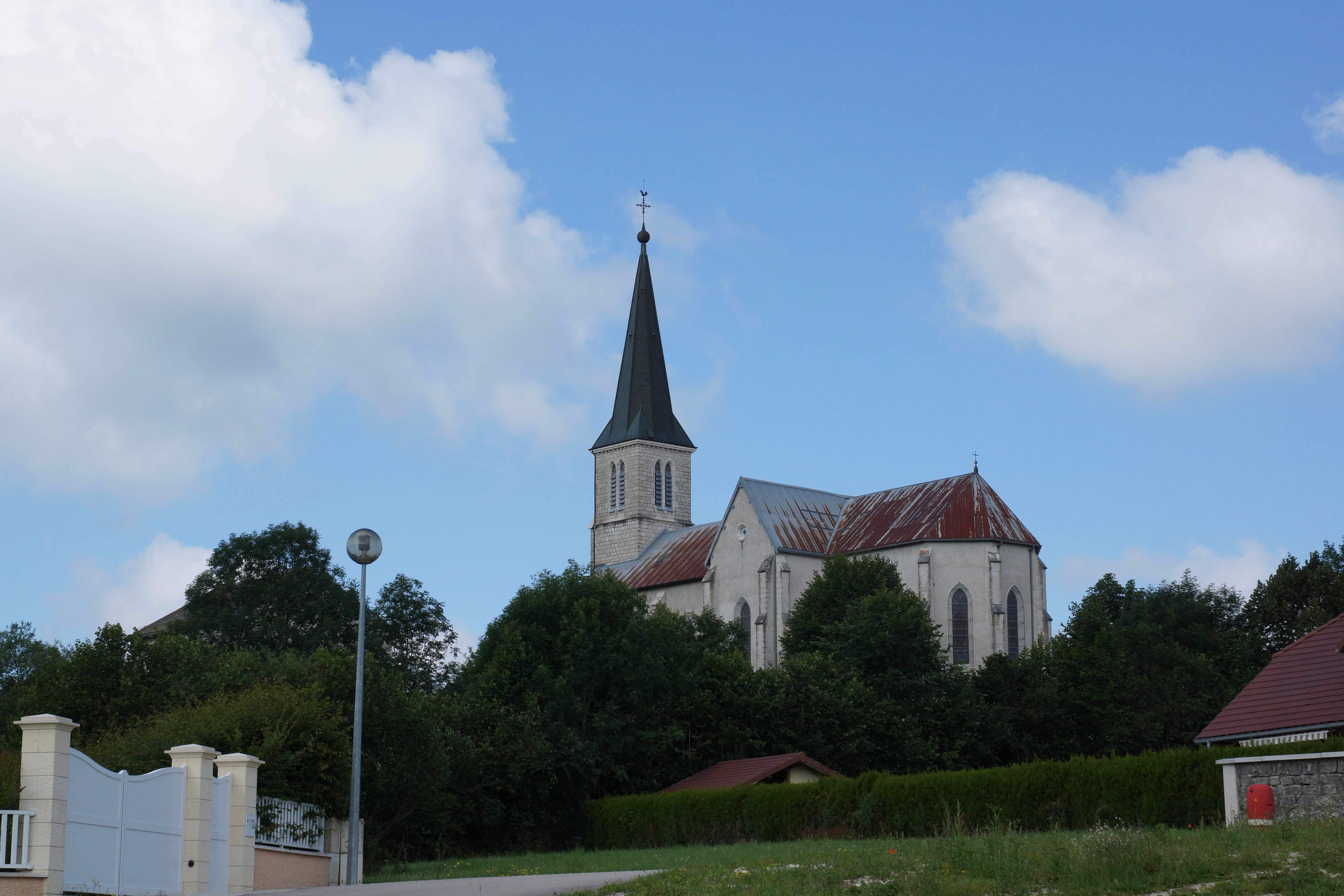
Geburtskirche

Die Geburtskirche (Église de la Nativité) im Weiler Les Thévenins wurde 1870 im Stil der Neugotik errichtet. In den verschiedenen Weilern sind zahlreiche charakteristische Bauernhöfe des Hochjuras aus dem 17. bis 19. Jahrhundert erhalten.

## Bevölkerung
| Jahr                       | 1962 | 1968 | 1975 | 1982 | 1990 | 1999 | 2007 | 2017 |
| Einwohner                  | 273  | 269  | 237  | 253  | 294  | 331  | 349  | 394  |
| Quellen: Cassini und INSEE |      |      |      |      |      |      |      |      |

Mit 395 Einwohnern (Stand 1. Januar 2022) gehört Lac-des-Rouges-Truites zu den kleinen Gemeinden des Départements Jura. Nachdem die Einwohnerzahl in der ersten Hälfte des 20. Jahrhunderts markant abgenommen hatte (1886 wurden noch 551 Personen gezählt), wurde seit Beginn der 1980er Jahre wieder eine deutliche Bevölkerungszunahme verzeichnet.

## Wirtschaft und Infrastruktur
Lac-des-Rouges-Truites war bis weit ins 20. Jahrhundert hinein ein vorwiegend durch die Landwirtschaft, insbesondere Viehzucht und Milchwirtschaft, sowie durch die Forstwirtschaft geprägtes Dorf. Daneben gibt es heute einige Betriebe des lokalen Kleingewerbes, unter anderem eine Sägerei. Viele Erwerbstätige sind auch Wegpendler, die in den größeren Ortschaften der Umgebung ihrer Arbeit nachgehen.
Die Ortschaft ist verkehrstechnisch recht gut erschlossen. Sie liegt an der Hauptstraße D437, die von Saint-Laurent-en-Grandvaux nach Pontarlier führt. Eine weitere Straßenverbindung besteht mit Fort-du-Plasne.

## Sport
Im Jahr 2022 führte die 8. Etappe der 109. Austragung der Tour de France durch Lac-des-Rouges-Truites. Auf der D437 wurde in der Siedlung Le Maréchet mit der Côte du Maréchet (918 m) eine Bergwertung der 4. Kategorie abgenommen. Sieger der Bergwertung war der Belgier Frederik Frison.